# Heinrich Tecklenborg
Heinrich Tecklenborg (* 25. Juli 1811 in Bremen; † 1. April 1875 in Bremen) war ein deutscher Kapitän und Autor.

## Biografie
Tecklenborg war ein Sohn des Segelmachers und Reeders Franz Tecklenborg (1780–1821). Seine Mutter war Anna Christina Claussen (1784–1830).
Am 25. Februar 1841 heiratete er Johanne geb. Köcheln (1820–1898).
Als Kapitän kommandierte er unter anderem das 1839 auf der Werft von Johann Lange gebaute Vollschiff Emma. Tecklenborg war vor allem als Kapitän in der Passagier- und Frachtschifffahrt nach Nordamerika tätig und wurde 1841 als Mitglied in die bremische Einrichtung „Haus Seefahrt“ aufgenommen.
In der Zeit von 1869 bis 1873 war Heinrich Tecklenborg Vorsitzender des Deutschen Nautischen Vereins.
Neben seiner Tätigkeit als Kapitän war Tecklenborg auch als Autor von seerechtlicher Literatur tätig und verfasste unter anderem folgende Werke:

## Werke
- Handlexikon Für Rheder, Versicherer Und Schiffscapitaine : Nebst Einem Anhang, Bekanntmachungen, Leuchtfeuer, Hafenverordnungen Etc., Vom 1. Juni 1849 Bis 30. Juni 1856 Der Bremer Handelskammer
- Die Freiheit Des Meeres: Verbesserungsvorschläge Zum Staatsvertrage Über das Seerecht in Kriegszeiten: Abgeschlossen am 16. April 1856 in Paris, 41 S.

- Ueber Bodmerei Und Havarie Grosse: Eine Darstellung Und Beleuchtung Älterer Und Neuerer Lehrsysteme Und Gesetze –  Schünemann Verlag, Bremen 1858
- System des See-Versicherungswesens : Nach der Natur der Sache, so wie nach Bremer und Hamburger Assekuranz-Bedingungen, dem deutschen Handelsgesetzbuch und den vornehmsten ausländischen Gesetzen –  Schünemann Verlag, Bremen 1862, 528 S.[1]
- Unsere Handelsschifffahrt und die Rechte und Pflichten der Neutralen im jetzigen Kriege – Schünemann Verlag, Bremen 1870, 32 S.

## Familie
Auch seine Brüder Franz Tecklenborg (1807–1886) und Johann Carl Tecklenborg (1820–1873) waren der maritimen Familientradition als Reeder und Schiffbauer verpflichtet.
Sein Onkel Hinrich Tecklenborg (1778–1856) war der älteste Bruder seines Vaters Franz. Nach dem frühen Tod von Franz übernahm Hinrich die Vormundschaft für die minderjährigen Kinder. Hinrich war unter anderem Kapitän auf der Bark Mentor (gebaut 1808 bei Jantzen). 1809 ließ er sich den Schoner Argus bei Jantzen bauen.
Seine Tante Almatha Tecklenborg (1790–1820) war mit Peter Jantzen (1745–1813), dem Bruder des Schiffbauers Johann Jantzen (1738–1802), verheiratet. Sie übertrug den Werftbetrieb nach Peter Jantzens Tod auf ihren Schwiegersohn Jürgen Sager.